# Gawayn
Gawyan è una serie animata franco-italiana del 2009 creata da Jan Van Rijsselberge e prodotta dagli studi di animazione Alphanim ed RTP, insieme a Mondo TV, France 3, Rai, RTBF, SSR/TSR (stagione 1) e Muse Entertainment, Eurovision Animation, Canal+ Family, Gulli (stagione 2). Il titolo del cartone animato si riferisce al personaggio di Gawain, nipote di Re Artù.

## Trama
Nella città mistica di Camelot, William è un cavaliere in formazione devoto al suo mentore, il cavaliere in armatura scintillante, Sir Roderick. I problemi iniziano quando il malvagio duca di Amaraxos rimpicciolisce la principessa Gwen (Gwendolyn) e prende il controllo del regno. Così il gruppo di amici, accompagnati da Lizzie (in originale Fériel), un'apprendista maga con qualche problema nell'utilizzo degli incantesimi e da Xiao Long, un giovane cuoco proveniente dall'Asia, partono per un'avventura per annullare la terribile maledizione.

## Doppiaggio
| Personaggio      | Doppiatore italiano |
| ---------------- | ------------------- |
| Sir Roderick     | Daniele Raffaeli    |
| Gwen (Gwendolyn) | Virginia Brunetti   |
| William          | Greta Bonetti       |
| Lizzie (Fériel)  | Eva Padoan          |
| Xiao Long        | Leonardo Caneva     |
| Rex              | Marco Bonetti       |
| Duca             | Franco Mannella     |

## Distribuzioni internazionali
| Paese          | Canali televisivi                    | Data prima TV    |
| -------------- | ------------------------------------ | ---------------- |
| Francia        | France 3, Gulli                      | 29 giugno 2009   |
| America Latina | Disney XD                            | luglio 2009      |
| Brasile        | Disney XD, Globosat                  | luglio 2009      |
| Portogallo     | RTP1, RTP2, Canal Panda, Panda Biggs | 2009             |
| Belgio         | RTBF                                 | 2009             |
| Filippine      | Nickelodeon                          | 3 agosto 2009    |
| Germania       | KiKA, Das Erste                      | 17 agosto 2009   |
| Spagna         | La 2, Clan                           | 14 gennaio 2010  |
| Australia      | ABC1, ABC Me                         | 14 gennaio 2010  |
| Italia         | Rai 3                                | marzo 2010       |
| Canada         | CBC                                  | 2010             |
| Svizzera       | RTS                                  | 2010             |
| Polonia        | Teletoon+                            | 11 novembre 2011 |
| Stati Uniti    | Starz                                | 2012 - 2016      |
| Ungheria       | M2                                   | 2012             |
| Malaysia       | NTV7                                 | agosto 2013      |
| Timor Est      | Cartoon Network                      | 2014             |
| Qatar          | JeemTV                               | 2014             |
| Giappone       | Disney Channel                       | 21 luglio 2014   |